# Église Saint-Candide de Bougue
L'église Saint-Candide est un lieu de culte catholique situé sur la commune de Bougue, dans le département français des Landes. Elle est inscrite aux monuments historiques par arrêté du 11 septembre 1997.

## Présentation
L'église paroissiale de Bougue est vouée à saint Candide. Elle est une étape sur la voie limousine du pèlerinage de Saint-Jacques-de-Compostelle. 

### Architecture
Elle connaît de nombreuses modifications architecturales au cours de son histoire. De l'église primitive, il ne subsiste que la travée droite, qui flanquait le chevet côté sud. La travée est fortifiée au cours des XIVe et XVe siècles. Elle est réutilisée en clocher-porche lors de la reconstruction de l'église en 1854. Les colonnes du porche latéral proviennent d'un retable du XVIIIe siècle.

### Historique
L'église est bâtie au XIIe siècle dans le style roman. Elle est alors placée sous la dépendance de l'abbaye de La Sauve-Majeure puis subit au fil des siècles les divers troubles touchant la région. Au XVIe siècle notamment, le village connaît les ravages des guerres de Religion et l'église est en grande partie saccagée. Lors de sa reconstruction, le clocher est doté d'un donjon muni de plusieurs archères, ouvertures étroites permettant l'observation et l'envoi de projectiles. D'autres éléments défensifs sont disposés dans l'escalier à vis qui sert vraisemblablement aux ecclésiastiques venant célébrer les offices et passant du presbytère à l'église.
Au début du XIXe siècle, la commune de Bougue absorbe celle d'Agos. Avec cette brusque augmentation de la population, l'église devient trop petite. En 1830, et afin de financer l'agrandissement de l'édifice, la commune vend deux cents hectares de forêt communale. L'église telle qu'elle se présente actuellement voit ainsi le jour en 1854. À cette même période, deux cloches sont installées et marquées de leur nom de baptême, ainsi que de ceux du parrain, de la marraine, du curé et de l'artisan qui les réalise. Des colonnes torsadées, autrefois dorées, issues de l'ancien retable (construction portant les décors sculptés et/ou peints à l'arrière de la table d'autel) de l'église primitive soutiennent la porte d'entrée latérale.

## Galerie

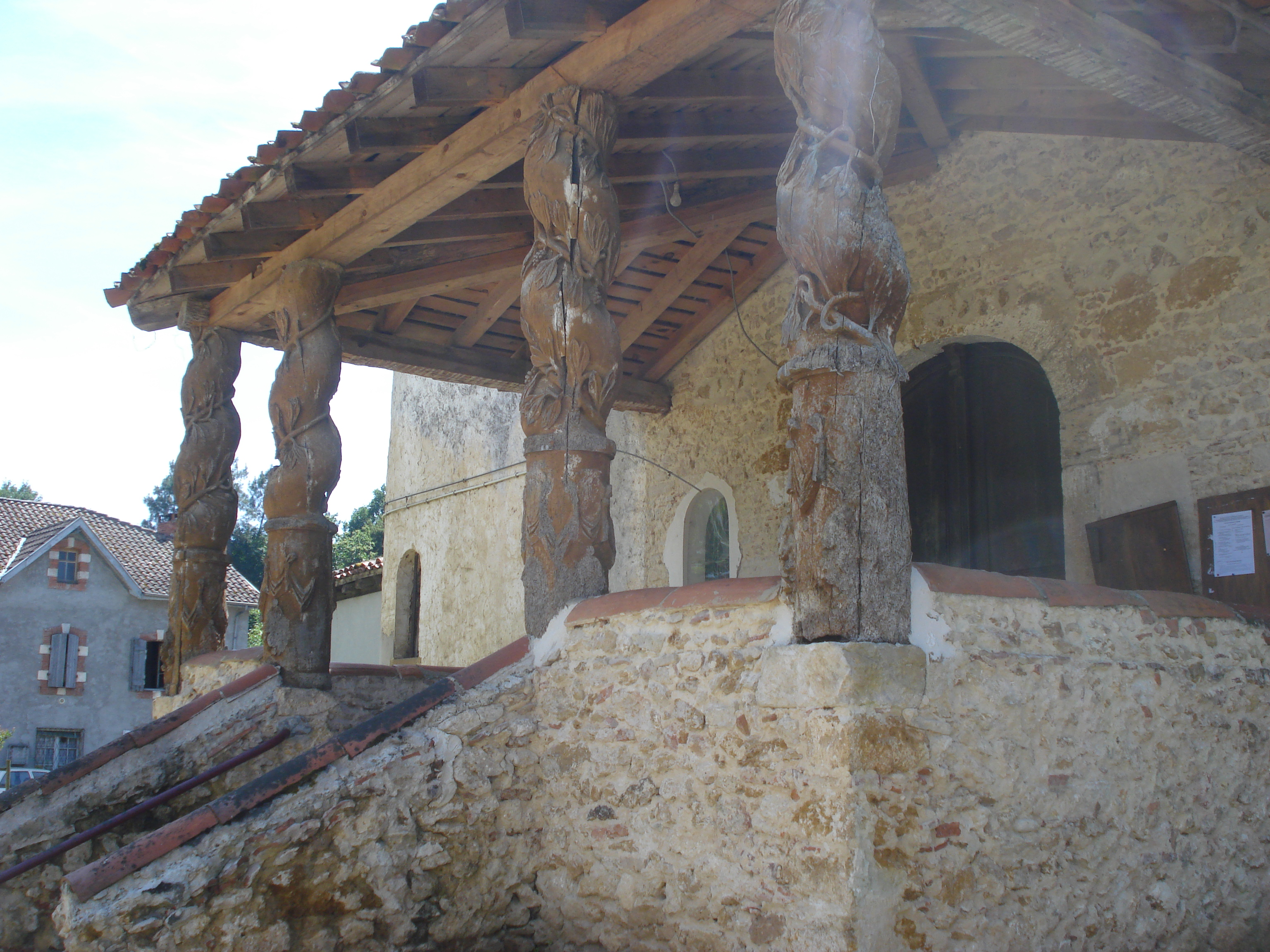
Porche de l'église.
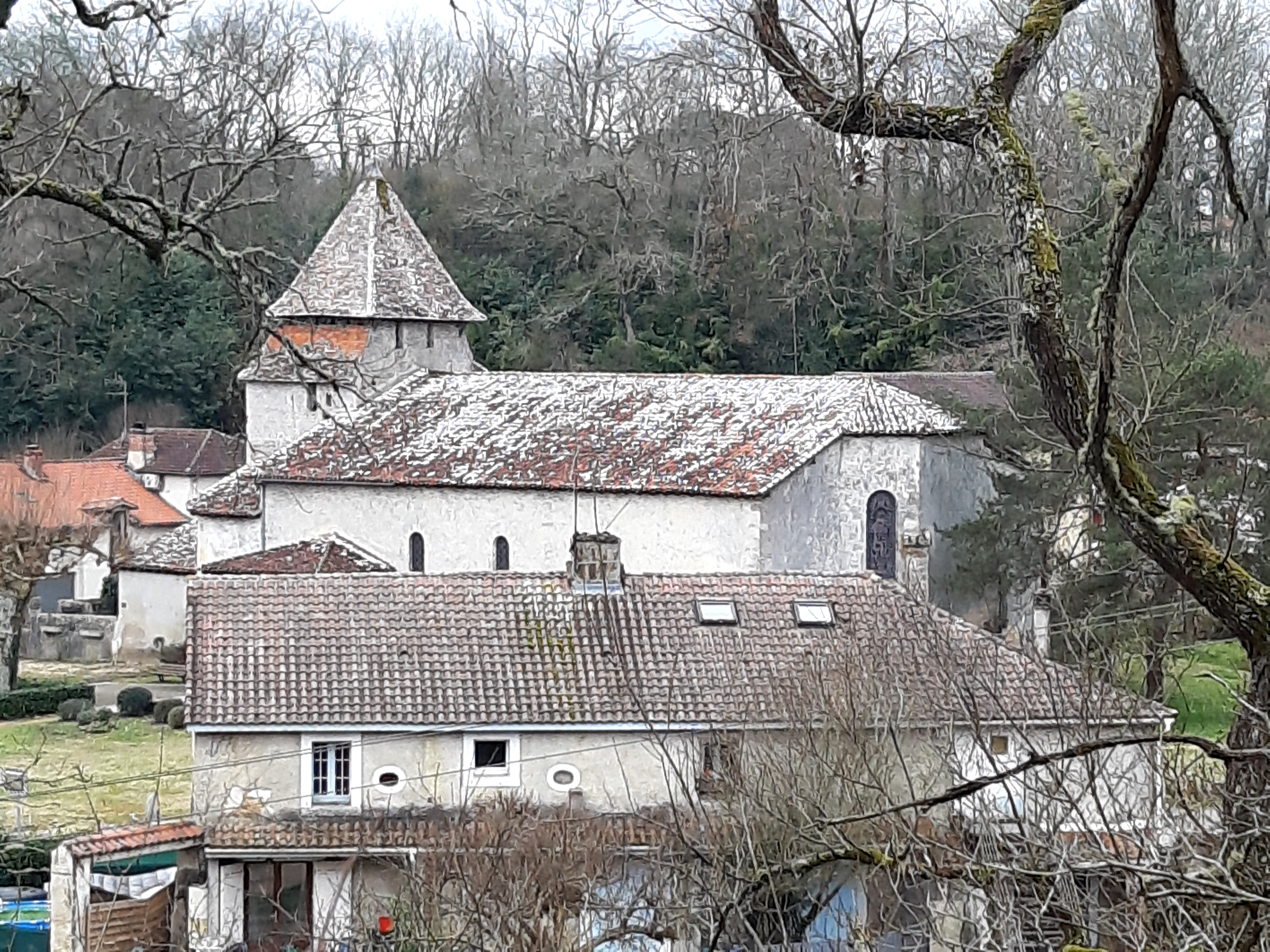
L'église vue de l'enceinte médiévale de Castets.
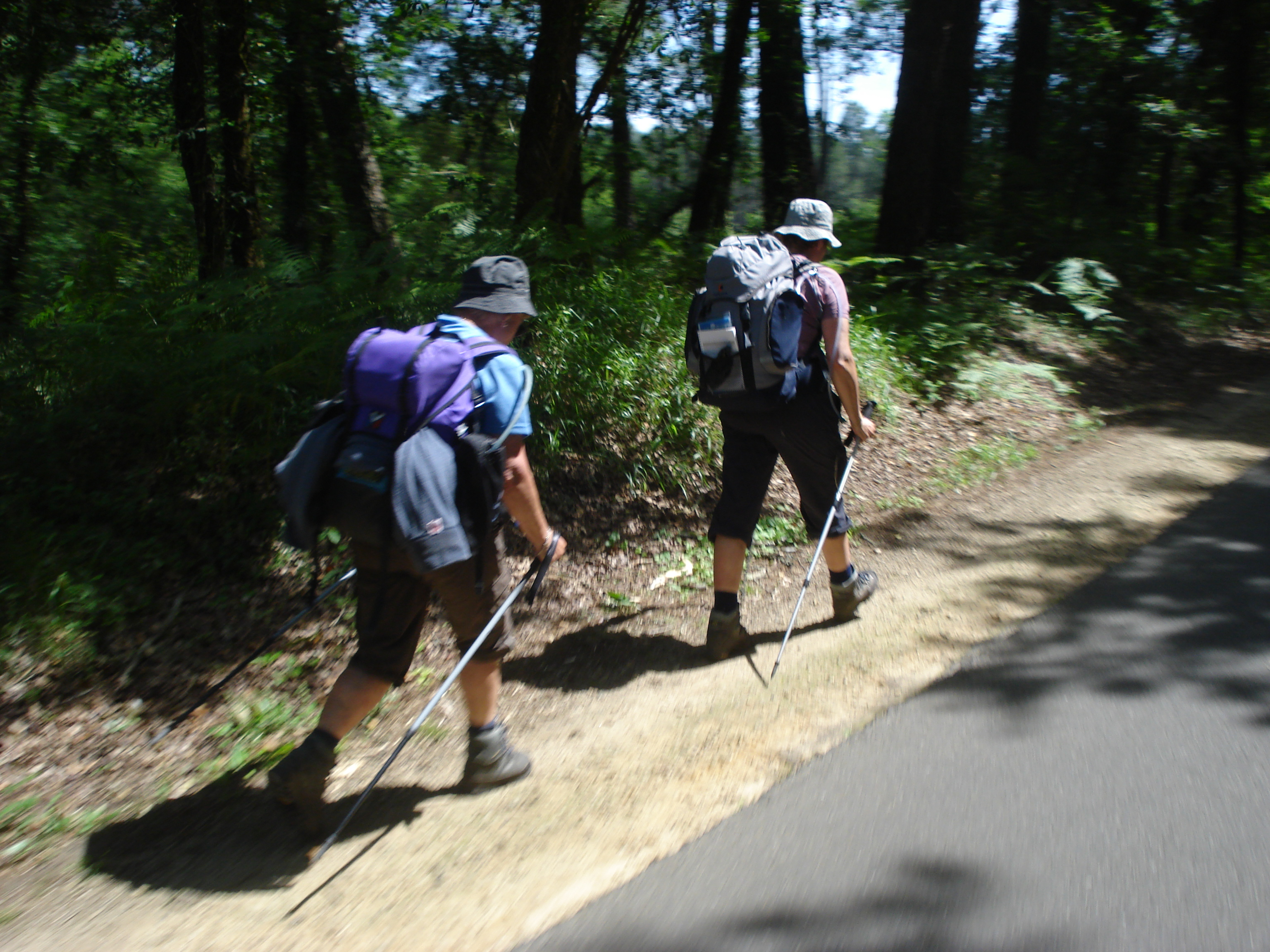
Pèlerins à la sortie de Bougue.